# Debut
 For alternative betydninger, se Debut (flertydig). (Se også artikler, som begynder med Debut)
En debut (eller début) er den første større optræden, eller udstilling som en kunstner, eller en kunstnergruppe, giver i sin karriere. 
Hos en forfatter betegner debuten den første større, fysiske udgivelse, i modsætning til fx et tidsskriftsbidrag.  
| Kunst | Spire Denne artikel om kunst er en spire som bør udbygges. Du er velkommen til at hjælpe Wikipedia ved at udvide den. |